# Typeof
typeof (также typeOf или TypeOf) — это оператор, предоставляемый некоторыми языками программирования для определения типа данных переменной. Это полезно для создания программ, которые должны принимать несколько типов данных без указания самого типа.
В языках, которые поддерживают полиморфизм и преобразование типов, может иметь два варианта реализации. В некоторых языках, таких как Visual Basic, оператор typeof возвращает динамический тип объекта. В таких языках этот оператор получает информацию в runtime. В других языках, таких как C# или D и, в некоторой степени, в Си (как часть нестандартного расширения), оператор typeof возвращает статический тип операнда. Эти языки могут иметь другие операторы для получения информации в runtime, такие как typeid.

## Примеры
В нестандартном (GNU) расширении языка программирования Си, typeof может быть использован, например, для определения макроса max:
```
# define max(a,b) ({ typeof (a) _a = (a); typeof (b) _b = (b); _a > _b ? _a : _b; })

```

В C#:
```
// Возвращает является ли объект целым числом

public
 
static
 
bool
 
IsInteger
(
object
 
o
)
 
{

  
return
 
(
 
o
.
GetType
()
 
==
 
typeof
(
int
)
 
);

}

```

В JavaScript:
```
function
 
isNumber
(
n
)

{

  
return
 
(
 
typeof
 
n
 
===
 
'number'
 
);

}

```

В TypeScript:
```
function
 
(
param
:
 
typeof
 
existingObject
)
 
{
 
...
 
}

```

```
let
 
newObject
:
 
typeof
 
existingObject
;

```